# Jerry Brown
Edmund Gerald "Jerry" Brown, Jr. (San Francisco, California; 7 de abril de 1938) es un abogado, escritor y político estadounidense del partido demócrata. Fue el gobernador de California en dos etapas, cada una de dos legislaturas — de 1975 a 1983 y de 2011 a 2019—, además de haber desempeñado otros altos cargos del estado de California, incluidos el de fiscal general y secretario de Estado.
Entre 1999 y 2007, Brown fue alcalde de Oakland. Entre 2007 y 2011, Brown fue fiscal general de California. Es el gobernador más veterano en la historia de California, y el cuarto más veterano en la historia de Estados Unidos, habiendo servido un total sumado de 16 años y 5 días como gobernador. Antes y después de su primera gobernación, Brown sirvió en numerosos cargos estatales, locales y posiciones de partido, incluyendo tres veces candidato a la nominación demócrata para Presidente de los Estados Unidos.
Brown es el único hijo varón de Pat Brown, el gobernador número 32 de California (1959-1967). El propio Jerry Brown comenzó su carrera política como miembro de la Junta de Síndicos del Distrito de Colegios Comunitarios de Los Ángeles (1969- 1971) antes de servir como Secretario de Estado de California (desde 1971 hasta 1975). Electo como gobernador en 1974 a los 36 años, Brown era el gobernador más joven de California en 111 años. Fue candidato para la nominación del partido en la elección presidencial de 1976, terminando segundo en la votación popular, y un distante tercer lugar en la votación de la convención, que ganó el gobernador Jimmy Carter de Georgia. Brown fue reelegido gobernador en 1978, y dos años después fue candidato en las primarias presidenciales demócratas de 1980, contra el también demócrata y entonces presidente Jimmy Carter. Si bien los rivales partidarios a los presidentes en funciones rara vez ganan apoyo, la candidatura del senador Ted Kennedy de Massachusetts sí lo hizo, dejando de Brown sin apoyo significativo.
Brown se negó a postularse para un tercer mandato como gobernador en 1982. En su lugar, participó en las elecciones para el senado de Estados Unidos de ese mismo año. Sin embargo, fue derrotado por el alcalde republicano Pete Wilson, de San Diego (quien más tarde se convertiría en gobernador). Después de viajar al extranjero, Brown regresó a California y se desempeñó como el 6° Presidente del Partido Demócrata de California (1989-1991), renunciando a postularse para el Senado de nuevo en 1992. El su lugar, Brown fue nuevamente candidato para la nominación demócrata a la presidencia en 1992, una vez más terminando segundo en la votación popular, sustancialmente detrás del gobernador Bill Clinton de Arkansas.
Después de seis años fuera de la política, Brown regresó a la vida pública, sirviendo como alcalde de Oakland (1999 a 2007) y como Fiscal General de California (2007-2011). Entonces decidió postularse para un nuevo mandato como gobernador. Él fue capaz de hacerlo debido a una cláusula de exención de una ley de plazo límite aprobada en 1990 por la oficina estatal. La ley limita a un gobernador a dos términos, pero los cuatro gobernadores que vivían cuando se aprobó la ley (que consistían del mismo Brown, su padre Pat, su predecesor Ronald Reagan, y su sucesor George Deukmejian, que estaba en la oficina cuando se promulgó la ley) se volvieron elegibles para la elección. Tras vencer a la candidata republicana Meg Whitman en 2010, Brown se convirtió en el gobernador número 39 en 2011; el 7 de octubre de 2013, se convirtió en el gobernador más veterano en la historia de California, superando a Earl Warren. Fue reelegido en 2014 con el sesenta por ciento de los votos. Como consecuencia de la brecha de 28 años entre sus términos segundo y tercero, Brown ha sido tanto el sexto gobernador más joven de California (el más joven desde 1863) y el gobernador de California más avejentado en la historia.

## Primeros años de vida, educación, y carrera
Brown nació en San Francisco, el único varón de los cuatro hijos del fiscal de distrito de San Francisco y más tarde gobernador de California, Pat Brown, y su esposa, Bernice Layne Brown. Su padre era de origen irlandés y alemán. El bisabuelo de Brown, August Schuckman, que era un inmigrante alemán, se estableció en California en 1852 durante la fiebre del oro. 
Brown fue un miembro del Cuerpo de Cadetes de California en la escuela secundaria San Ignacio, donde se graduó en 1955. Ese mismo año, Brown entró en la Universidad de Santa Clara por un año, pero la abandonó para asistir al Noviciado del Sagrado Corazón, un hogar de jesuitas noviciados, con la intención de convertirse en sacerdote católico. Brown dejó el noviciado después de tres años, para matricularse en la Universidad de California en Berkeley en 1960, donde se graduó con una Licenciatura en Artes Clásicas en 1961. Brown fue a la Escuela de Derecho de Yale y se graduó con un Doctorado en Derecho en 1964 . Después de la escuela de derecho, Brown trabajó como asistente legal para el juez de la Corte Suprema de California, Mathew Tobriner.
Regresando a California, Brown tomó el examen del Colegio de Abogados y aprobó en su segundo intento. Se instaló en Los Ángeles y se unió al bufete de abogados de Tuttle & Taylor. En 1969, Brown fue candidato para la recién creada Junta de Síndicos del Distrito de Colegios Comunitarios de Los Ángeles, que supervisó las universidades comunitarias de la ciudad, logrando el primer lugar de entre 124 candidatos.

## Secretario de Estado (1971 - 1975)
En 1970, Brown fue elegido Secretario de Estado de California. En ese cargo, Brown alegó ante la Corte Suprema de California y ganó los casos contra la Standard Oil de California, International Telephone and Telegraph, Gulf Oil y Mobil por violaciones a la ley electoral. Además, obligó a los legisladores a cumplir con las leyes de divulgación de campañas electorales. Mientras estaba en ese cargo, descubrió el uso de documentos falsos notariados por el entonces presidente Richard Nixon para ganar fraudulentamente una deducción fiscal por donación de sus papeles pre-presidenciales. Brown también redactó y ayudó a aprobar la Ley de Reforma Política de California de 1974, la Proposición 9, aprobada por el 70% de los votantes de California en junio de 1974. Entre otras disposiciones, se estableció la Comisión de Prácticas Políticas Justas de California.

## Gobernador de California (1975 - 1983)
En 1974, Brown fue candidato a gobernador de California, habiendo superado unas elecciones primarias muy cerradas contra el Presidente de la Asamblea de California Bob Moretti, el alcalde de San Francisco Joseph L. Alioto, el representante Jerome R. Waldie, entre otros. Brown ganó las primarias con el reconocimiento de apellido de su padre, Pat Brown, a quien muchas personas admiraban por su gobierno progresista. En las elecciones generales del 5 de noviembre de 1974, Brown fue elegido gobernador de California, venciendo al controlador del estado de California Houston I. Flournoy; Los republicanos atribuyeron la derrota al sentimiento anti-republicano surgido tras Watergate, ya que la elección se celebró solo noventa días después de que el presidente Richard Nixon renunciara a su cargo. Brown sucedió al gobernador republicano Ronald Reagan, quien se retiró después de dos términos.
Después de asumir el cargo, Brown se ganó una reputación como un conservador fiscal. The American Conservative más tarde señaló que era "mucho más conservador fiscal que el gobernador Reagan."  Su restricción fiscal dio lugar a uno de los mayores superávits presupuestarios en la historia del estado, alrededor de 5 mil millones de dólares.  En su vida personal, Brown se negó muchos de los privilegios y ventajas del cargo, renunciando a la recién construida residencia del gobernador, y en su lugar, alquilando un modesto apartamento en la Calle 1228 N, cerca del Capitol Park en el centro de Sacramento. En vez de ir como pasajero en una limusina con chofer como gobernadores anteriores habían hecho, Brown iba a trabajar a pie, o conducía un sedán Plymouth Satelite.
Como gobernador, Brown mantuvo un fuerte interés en los temas ambientales. Nombró a J. Baldwin para trabajar en la recién creada Oficina de California de Tecnología Apropiada, a Sim Van der Ryn como Arquitecto Estatal, a Stewart Brand como Asesor Especial, y a John Bryson como presidente de la Junta de Aguas del Estado de California. Brown también reorganizó el Consejo de las Artes de California, aumentando su financiación por 1.300 por ciento y nombró a artistas al Consejo. También puso a más mujeres y minorías a cargo de oficinas que cualquier otro gobernador de California anterior. En 1977, patrocinó el "primer incentivo fiscal por la tenencia de paneles solares en las azoteas", entre muchas iniciativas ambientales. En 1975, Brown obtuvo la derogación de la "deducción por agotamiento", una rebaja de impuestos para la industria petrolera del estado, a pesar de los esfuerzos de Joe Shell, un ex rival, y partidario de Richard Nixon. 
Brown se opuso firmemente a la pena de muerte y la vetó como gobernador, pero la legislatura anuló su veto en 1977. Él también propuso a jueces que se oponían a la pena capital. Una de ellos, Rose Bird, fue revocada como Juez Presidenta de la Corte Suprema de California después de una fuerte campaña financiada por intereses empresariales, molestos por sus resoluciones "pro-trabajo" y "pro-libre expresión". El tema de la pena de muerte fue solo una "excusa fabricada" para utilizar en su contra, a pesar de que su Corte confirmó consistentemente la constitucionalidad de la pena de muerte. En 1960, Brown había presionado a su padre, entonces gobernador, para que perdonara la vida de Caryl Chessman y se dice que le ganó una extensión de 60 días. 
Brown estaba a favor de una enmienda para equilibrar el presupuesto, y se oponía a la Proposición 13. Esta última reduciría los impuestos de propiedad y reduciría considerablemente los ingresos a las ciudades y condados. Cuando la Proposición 13 fue aprobada en junio de 1978, Brown redujo fuertemente el gasto estatal, y junto con la Legislatura, gastaron gran parte del superávit de 5 mil millones de dólares para cumplir con los requisitos de la propuesta y ayudar a compensar las pérdidas de ingresos de las ciudades, condados y escuelas, haciéndoles más dependientes del Estado. Sus acciones en respuesta a la propuesta le valió elogios del autor de la Proposición 13, Howard Jarvis, quien estaba tan agradecido como para hacer un comercial de televisión para Brown justo antes de su exitosa campaña de reelección en 1978.  La polémica proposición inmediatamente cortó los ingresos fiscales y requirió de una mayoría de dos tercios para aumentar impuestos. Max Neiman, un profesor del Instituto de Estudios Gubernamentales en la Universidad de California en Berkeley, acreditó a Brown por el "rescate del gobierno local y los distritos escolares", pero sentía que era perjudicial "porque hizo creer a la gente que la Proposición 13 no era perjudicial."  En una entrevista en 2014, Brown indicó que un "botín de guerra" habría ayudado a su campaña para buscar una alternativa a la Proposición 13.

## Elecciones Presidenciales (1976)
Brown empezó su campaña para obtener la nominación demócrata para presidente en marzo de 1976, después del comienzo de la temporada de primarias, y más de un año después de que otros candidatos habían iniciado sus campañas. Brown declaró: "... El país es rico, pero no tan rico como lo hemos hecho creer. La decisión de hacer una cosa puede impedir otra. En resumen, estamos entrando en una era de límites."
El nombre de Brown comenzó a aparecer en las papeletas de las primarias en mayo, y ganó en Maryland, Nevada, y su estado natal de California. No pudo lograr que su nombre entrara en la papeleta de Oregón debido a que la fecha límite había pasado, pero participó como un candidato por escrito y terminó en tercer lugar detrás de Jimmy Carter y el senador Frank Church de Idaho. A Brown se le acredita a menudo haber ganado las primarias de Nueva Jersey y Rhode Island, pero en realidad, fueron conjuntos de delegados no comprometidos que Brown adjudicó en esos estados los que terminaron ganado. Con el apoyo del gobernador Edwin Edwards de Luisiana, Brown ganó una mayoría de los delegados en la Convención de Selección de Delegados de Luisiana; por tanto, Luisiana fue el único estado sureño en no apoyar a los sureños Carter o el gobernador de George Wallace de Alabama. A pesar de este éxito, no fue capaz de detener la popularidad de Carter, y su rival fue nominado en la primera votación en la Convención Nacional Demócrata 1976. Brown terminó tercero con aproximadamente 300 votos de delegados, por poco detrás del congresista Morris Udall y Carter.

## Segundo mandato
Brown ganó la reelección a gobernador en 1978 contra el entonces Fiscal General del Estado, el republicano Evelle J. Younger. Brown nombró al primer juez abiertamente gay de los Estados Unidos, Stephen Lachs, para servir en la Corte Superior del condado de Los Ángeles en 1979. En 1981, también nombró a la primera jueza abiertamente lesbiana de los Estados Unidos, Mary C. Morgan, a la Corte Municipal de San Francisco. Brown completó su segundo mandato habiendo nombrado a un total de cinco jueces homosexuales, incluyendo a Rand Schrader y Jerold Krieger. En su primer mandato como gobernador, Brown no habían nombrado a ninguna persona abiertamente homosexual a cualquier posición, pero citó la fallida Iniciativa Briggs de 1978, que pretendía prohibir a los homosexuales trabajar en las escuelas públicas de California, por su mayor apoyo de los derechos de los homosexuales. El gobernador también firmó la AB 489, La Ley de Relaciones Adultas Consensuales, que despenalizó el comportamiento homosexual entre adultos. Pero también firmó la AB 607, que prohibía a los homosexuales de recibir licencias de matrimonio civil, en 1977.
En 1981, Brown, que se había establecido una reputación como un fuerte ecologista, se enfrentó a una grave infestación de moscas de fruta en la bahía de San Francisco. Tanto la industria agrícola del estado, como el Departamento de Servicio de Sanidad Animal y Vegetal de Inspección de Agricultura (US APHIS), le aconsejaron autorizar la fumigación aérea de la región. Inicialmente, debido a su postura de protección del medio ambiente, decidió autorizar solamente rociados a pie. Por desgracia, la infestación se extendió, pues el ciclo reproductivo de las moscas superó el tiempo de fumigación. Más de un mes después, millones de dólares en cultivos habían sido destruidos y miles de millones de dólares más estaban amenazados. El gobernador Brown entonces autorizó una respuesta masiva a la infestación. Flotas de helicópteros rociaron malatión por la noche, y la Guardia Nacional de California estableció puestos de control en las carreteras e incautaron muchas toneladas de fruta local; en la etapa final de la campaña, entomólogos liberaron millones de moscas machos estériles en un intento de interrumpir el ciclo reproductivo de los insectos.
La infestación terminó siendo erradicada, pero tanto el retraso del Gobernador como la escala de la acción se han mantenido como un punto controversial desde entonces. Algunas personas afirmaron que el malatión era tóxico tanto para los seres humanos como para los insectos. En respuesta a estas preocupaciones, el jefe de personal de Brown, B.T. Collins, llevó a cabo una conferencia de prensa durante la cual él bebió públicamente un vaso de malatión. Muchas personas se quejaron de que, aunque el malatión puede no haber sido muy tóxico para los seres humanos, el spray de aerosol que lo contenía era corrosivo para la pintura de automóviles. 
Brown propuso la creación de una academia espacial estatal, y la compra de un satélite que sería puesto en órbita para proporcionar comunicaciones de emergencia para el Estado; una propuesta similar fue finalmente adoptada. En 1979, un columnista fuera del estado, Mike Royko, del Chicago Sun-Times, popularizó el apodo dado por la novia de Brown en ese entonces, Linda Ronstadt, quien fue citada en una entrevista de 1978 por la revista Rolling Stone humorísticamente llamándolo "Moonbeam" (Rayo Lunar). Un año después, Royko expresó su pesar por dar a conocer el apodo, y en 1991, Royko lo desautorizó por completo, proclamando que Brown era tan serio como cualquier otro político. 
Brown decidió no postularse para un tercer mandato en 1982, y en su lugar se postuló para el Senado de Estados Unidos, pero perdió ante el alcalde de San Diego, Pete Wilson. Le sucedió como gobernador George Deukmejian, entonces Fiscal General del Estado, el 3 de enero de 1983.

## Elecciones Presidenciales de 1980
En 1980, Brown desafió a Carter para conseguir la nominación presidencial. Su candidatura había sido anticipada por la prensa desde que ganó la reelección como gobernador en 1978, superando al republicano Evelle J. Younger con más de 1,3 millones de votos, el margen más grande de la historia de California. Pero Brown tuvo problemas para ganar apoyo tanto en la recaudación de fondos como en las encuestas para la candidatura presidencial. Se cree ampliamente que esto se debió a que el senador Ted Kennedy de Massachusetts era el candidato más prominente en dichas elecciones. La Plataforma de Brown de 1980, que él declaró ser el resultado natural de la combinación de las visiones futuristas de Buckminster Fuller y la teoría de "economía budista" de E.F. Schumacher, fue más expandida desde 1976. Su lema "Era de Límites" fue reemplazado por una promesa que, en sus palabras, "Protege a la Tierra, sirve al pueblo, y explora el universo."
Tres tablones principales de su plataforma eran un llamado a una convención constitucional para ratificar la Enmienda del Presupuesto Equilibrado; una promesa de aumentar los fondos para el programa espacial como un "primer paso para acercarnos a operar un satélite artificial energizado solarmente que provea de energía solar para este planeta ", y, en referencia al accidente de Three Mile Island de 1979, la oposición a la energía nuclear. Sobre el tema de la crisis energética de 1979, Brown condenó el "pacto con el diablo" que acusó a Carter de haber celebrado con la industria petrolera, y declaró que iba a aumentar en gran medida la financiación federal de la investigación de la energía solar. Apoyó la idea de un servicio nacional no militar obligatorio para los jóvenes, y sugirió que el Departamento de Defensa redujera la cantidad de tropas de apoyo mientras aumentara el número de tropas de combate.
Brown se opuso a la propuesta de Kennedy sobre crear una Asistencia sanitaria universal, y se opuso a la propuesta de Carter por un mandato para que los empleadores proporcionaran un seguro privado de salud en caso de catástrofes, categorizándola como "socialista". Como alternativa, sugirió un programa de créditos fiscales para los que no fumaran o dañaran su salud de cualquier otra manera, diciendo: "Los que abusan de sus cuerpos no deberían abusar del resto de nosotros, tomando nuestros impuestos." Brown también propuso ampliar el uso de la acupuntura y la partería. 
Como la campaña de Brown comenzó a atraer a más miembros de lo que algunos comentaristas más conservadores describieron como "la franja", incluyendo activistas como Jane Fonda, Tom Hayden, y Jesse Jackson, sus números en las encuestas comenzaron a sufrir. Brown recibió solo el 10 por ciento de los votos en las primarias de New Hampshire, y pronto fue obligado a anunciar que su decisión de permanecer en competencia dependería de un buen resultado en las primarias de Wisconsin. Aunque las encuestas allí eran positivas durante toda la temporada de primarias, un intento de filmar un discurso en vivo en Madison, la capital del estado, en un comercial de 30 minutos lleno de efectos especiales (producido y dirigido por Francis Ford Coppola) fue desastroso.

## Derrota en el Senado y vida pública
En 1982, Brown decidió no buscar un tercer mandato como gobernador; en cambio, se postuló para el Senado de Estados Unidos para el asiento que el republicano S.I. Hayakawa estaba por dejar vacante. Fue derrotado por el alcalde republicano de San Diego Pete Wilson por un margen de 52% contra 45%. Después de su derrota, Brown se quedó con pocas opciones políticas. El republicano George Deukmejian, un crítico de Brown, ganó por estrecho margen la gubernatura de California en 1982, sucediendo a Brown, y fue reelegido abrumadoramente en 1986. Después de su derrota del Senado en 1982, muchos consideraban que la carrera política de Brown había terminado.
Brown viajó a Japón para estudiar el budismo, junto con el practicante cristiano/Zen Hugo Enomiya-Lassalle, bajo la enseñanza de Yamada Koun Roshi. En entrevista, explicó, "Ya que la política se basa en ilusiones, Zazen definitivamente ofrece nuevas perspectivas para un político. Luego vuelvo al mundo de California y la política, con distancia crítica de algunas de mis más cómodas suposiciones." También visitó a la Madre Teresa de Calcuta, en la India, donde incluso atendió a los enfermos en uno de sus centros de cuidados paliativos. Él explicó, "La política es una lucha de poder para llegar a la cima del montón. Calcuta y la Madre Teresa son sobre el trabajo con los que están en la parte inferior de la pila. Y a verlos como semejantes e iguales a ti, y sus necesidades tan importantes como las tuyas. Y tú estás ahí para servirles, y alcanzar el mayor estado de ser que puedas." 
A su regreso del extranjero en 1988, Brown anunció que iba a presentarse como candidato a convertirse en el presidente del Partido Demócrata de California, y ganó contra el banquero inversionista Steve Westly. A pesar de que Brown expandió enormemente la base de donantes del partido y amplió sus arcas, con un enfoque en las bases de organización y en unidades de promoción del voto, fue criticado por no gastar suficiente dinero en anuncios televisivos, que se sentían haber contribuido a las derrotas demócratas por márgenes muy pequeños en varias elecciones en 1990, incluyendo la elección para gobernador. A principios de 1991, Brown abruptamente renunció a su cargo y anunció que se postularía para el puesto del Senado que Alan Cranston estaba por dejar vacante. Aunque Brown lideró constantemente en las encuestas, tanto para la nominación como para la elección general, abandonó la campaña, decidiendo en su lugar postularse para la presidencia por tercera vez.

## Elecciones de 1992
Cuando Brown anunció su intención de postularse a la presidencia contra el presidente George H.W Bush, muchos en los medios de comunicación y su propio partido desestimaron su campaña por tener pocas posibilidades de obtener un apoyo significativo. Haciendo caso omiso, Brown se embarcó en una campaña popular para, en sus propias palabras, "retirar a Estados Unidos de la confederación de la corrupción, el arribismo y la campaña de consultoría en Washington". En su discurso de campaña, entonado por primera vez al anunciar oficialmente su candidatura en las escaleras del Salón de la Independencia en Filadelfia, Pensilvania, Brown dijo a la audiencia que sólo aceptaría donaciones de campaña de personas físicas y que no iba a aceptar más de 100 dólares por donante. Continuando con su tema de reforma populista, atacó a lo que él llamó "el bipartidista partido en el poder en Washington" y propuso límites de términos para los miembros del Congreso. Citando varios escándalos recientes en el Capitolio, en particular el reciente Escándalo bancario de la Cámara de Representantes y los grandes aumentos de pago del Congreso de 1990, se comprometió a poner fin al Congreso de ser una "Tiendita para los intereses especiales adinerados."
Mientras Brown hacía campaña en varios estados claves, eventualmente amplió su plataforma más allá de una política de estricta campaña de reforma financiera. Aunque él se centró en una variedad de temas a lo largo de la campaña, destacó su apoyo a leyes para garantizar un salario digno y su oposición a acuerdos de libre comercio como el TLCAN; él se concentró sobre todo en su plan de política fiscal, que había sido creado específicamente para él por Arthur Laffer, el famoso defensor de la economía de la oferta que creó la curva de Laffer. Este plan, que abogaba por el reemplazo del impuesto sobre la renta progresivo con un impuesto fijo y un impuesto sobre el valor añadido, ambos a una tasa fija de 13 por ciento, fue tachado por sus opositores como regresivo. A pesar de ello, fue apoyado por el New York Times, The New Republic, y Forbes, y su punto de aumentar impuestos sobre las empresas y la eliminación de diversos agujeros legales que tendían a favorecer a los más ricos demostró ser popular entre los votantes. Diversas encuestas de opinión tomadas en la época mostraron que hasta tres cuartas partes de todos los estadounidenses creían que el código fiscal actual de estar sesgado injustamente para el favorecimiento de los ricos. Jesse Walker escribió para The American Conservative que Brown "parecía ser el hombre más de izquierda y de derecha entre todos los candidatos ... abogando por los términos límites de mandato, un impuesto de tasa única, reformas al seguro social, y la abolición del Departamento de Educación."  Brown consiguió sorprendentes victorias en Connecticut y Colorado y parecía estar a punto de superar al candidato y entonces gobernador de Arkansas, Bill Clinton.
Debido a su limitado presupuesto, Brown comenzó a utilizar diversos medios de comunicación alternativos y técnicas de recaudación de fondos inusuales. Incapaz de pagar por anuncios reales, frecuentemente utilizó la televisión por cable y programas de radio de entrevistas como una formas de comunicación libres para conseguir que su mensaje llegara a los votantes. Con el fin de recaudar fondos, compró un número para recibir llamadas gratuitas, que puso en todos sus anuncios publicitarios. Durante la campaña, la repetición de Brown de este número combinado con el lenguaje moralista utilizado, llevó a algunos a describirlo como un "político tele-evangelista con un evangelio anti-política." 
A pesar de malos resultados en el caucus de Iowa (1,6%) y la primaria de New Hampshire (8%), Brown pronto logró ganar victorias estrechas en Maine, Colorado, Nevada, y Vermont, pero él continuó siendo considerado una "pequeña amenaza" durante gran parte de la campaña. No fue hasta poco después del Súper Martes, cuando los candidatos se habían reducido a Brown, el exsenador Paul Tsongas de Massachusetts, y el gobernador y principal candidato Bill Clinton de Arkansas, que Brown comenzó a surgir como un candidato importante a los ojos de la prensa. El 17 de marzo, Brown ganó un cercano tercer lugar en las primarias de Illinois y Míchigan, lo cual hizo que Tsongas abandonara la carrera. Exactamente una semana después, consolidó su posición como la amenaza más importante para Clinton, cuando Brown logró la victoria en la muy reñida primaria de Connecticut. Mientras la prensa se centraba en las primarias de Nueva York y Wisconsin, pues ambas se celebrarían el mismo día, Brown, que había tomado la delantera en las encuestas en ambos estados, hizo una metida de pata política: anunció ante una audiencia de varios líderes de la comunidad judía de la Ciudad de Nueva York que, si conseguía la nominación, consideraría al reverendo Jesse Jackson como candidato a la vicepresidencia. Jackson, que había hecho un par de comentarios antisemitas acerca de los Judíos en general y Judíos de la Ciudad de Nueva York en particular cuando era candidato a la presidencia en 1984, todavía era desaprobado en las comunidades judías. Jackson también tenía vínculos con Louis Farrakhan, infame por sus propias declaraciones antisemitas, y con Yasir Arafat, presidente de la Organización para la Liberación de Palestina. Los números de Brown en las encuestas sufrieron. El 7 de abril, perdió por un estrecho margen ante Bill Clinton en Wisconsin (37%-34%), y de manera abrumadora en Nueva York (41% -26%).
Aunque Brown continuó con su campaña en varios estados, no ganó más primarias. A pesar de su derrota, Brown ganó victorias imprevistas en siete estados y su promedio de "votos ganados por el dinero de campaña invertido" fue de lejos mejor que cualquier otro candidato en dichas elecciones. Él todavía tenía un número importante de delegados, y con una gran victoria en su estado natal de California, privaría a Clinton del apoyo suficiente para ganar la nominación demócrata, posiblemente provocando una convención abierta. Después de casi un mes de intensa campaña y varios debates entre los dos candidatos, Clinton logró derrotar a Brown en esta última primaria por un margen de 48% a 41%. Aunque Brown no ganó la nominación, pudo presumir de un logro: en el siguiente mes, en la Convención Nacional Demócrata, recibió los votos de 596 delegados en la primera votación, más que cualquier otro candidato excluyendo a Clinton. Brown dio un discurso para la convención y para la audiencia nacional, pero sin darle su apoyo a Clinton, a través del aparato de adscripción de su propia nominación. Hubo animosidad entre las campañas de Brown y Clinton, y Brown fue la primera figura política que criticó a Bill Clinton sobre lo que se convirtió en la controversia de Whitewater.

## Alcalde de Oakland (1999 - 2007)
Desde su derrota en las elecciones de 1992, Brown se había mudado a Oakland, California, una "abrumadora ciudad menor de 400.000 habitantes". Tras crear su propio negocio, tener su propio programa radial de entrevistas, y participar como activista para asuntos políticos locales (principalmente en temas económicos) Brown decidió volver a la política. 
En 1996 le pidió al entonces alcalde, Elihu Harris, que le asignara un puesto en la Comisión de Puertos de Oakland, pero no tuvo éxito. Entonces, en 1998, se presentó como candidato independiente a alcalde "habiendo dejado el Partido Demócrata , por lo que él llamó un 'profundamente dañado sistema de dos partidos.'" Ganó las elecciones con el 59% de los votos, superando a otros 9 candidatos.  
Antes de asumir el cargo, Brown hizo campaña para conseguir la aprobación del electorado para convertir la estructura política de "alcalde débil" de Oakland, que estructuraba al alcalde como simplemente presidente del consejo de la ciudad, a una estructura de "alcalde fuerte", donde el alcalde actuaría como jefe ejecutivo sobre la administración no-política de la ciudad, y por lo tanto, jefe de diferentes departamentos de la ciudad, y tendría el poder de romper empate de votos en el Consejo de la Ciudad. En noviembre de 1998, esta propuesta fue aprobada por el electorado de Oakland en un margen de 3 a 1, estando originalmente vigente por 6 años, pero tras un referéndum en 2004, esta medida se volvió permanente. 
La izquierda política había esperado algunas políticas más progresistas por parte de Brown debido a su historial como gobernador, pero se encontró que Brown, como alcalde, era "más pragmático que progresista, más interesado en la reurbanización del centro y el crecimiento económico que en ideologías políticas." Como alcalde, invitó al Cuerpo de Marines para que usaran los puertos de Oakland como lugar para juegos de guerra como parte de la Operación Guerrero Urbano. 
La ciudad estaba perdiendo rápidamente residentes y negocios, y a Brown se le acredita con el inicio de la revitalización de la ciudad, utilizando sus conexiones y experiencia para disminuir la crisis económica, mientras que atrajo 1000 millones de dólares en inversiones, incluyendo la remodelación del Teatro Fox, el puerto de Oakland, y la Jack London Square. El distrito del centro estaba perdiendo minoristas, restauradores y desarrolladores residenciales, y Brown trató de atraer a miles de nuevos residentes con ingresos disponibles para revitalizar la zona. Brown continuó con la política pública de su antecesor Elihu Harris en cuanto al apoyo a la construcción de viviendas en el centro, en el área definida como el distrito central de negocios, incluida en el Plan General de Oakland de 1998. Ya que Brown trabajó hacia una meta definida de llevar 10.000 residentes adicionales al centro de Oakland, su plan era conocido como "10K". Ha dado lugar a proyectos de reurbanización en el Distrito Jack London, donde Brown compró y luego vendió una fábrica industrial que utilizó como residencia personal, y en el Distrito Lakeside Apartments, cerca del Lago Merritt. El Plan 10K ha operado en el histórico distrito de Oakland antiguo, el distrito de barrio chino, el distrito de la zona alta, y el distrito de la zona céntrica. Según los registros de la ciudad, Brown superó la meta declarada de atraer a 10.000 habitantes, y su administración construyó más viviendas asequibles que administraciones municipales anteriores. 
Brown había hecho campaña para la remodelación de las escuelas de Oakland, pero "batallas burocráticas" impidieron sus esfuerzos. Reconoce que nunca tuvo el control de las escuelas, y sus esfuerzos de reforma fueron "en gran medida un fracaso." Se centró, en cambio, en la creación de dos escuelas chárter, la escuela de Artes de Oakland, y el Instituto Militar de Oakland. 
Otra área de decepción fue la delincuencia en general. Brown patrocinó casi dos docenas de iniciativas para reducir la tasa de criminalidad. Aunque la delincuencia disminuyó en un 13 por ciento en general, la ciudad todavía sufrió un "57 por ciento de aumento en los homicidios su último año en el cargo, 148 homicidios en total." 

## Fiscal General de California (2007-2011)
En 2004, dos años después de su reelección como alcalde, Brown expresó su interés de ser candidato a la nominación demócrata para Fiscal General de California en las elecciones de 2006, por lo que en mayo de 2004, se presentó formalmente como candidato. Derrotó a su oponente en la primaria demócrata, un abogado de Los Ángeles, Rocky Delgadillo, por un margen de 63% a 37%. En las elecciones generales, Brown derrotó al republicano y entonces senador estatal Charles Poochigian por 56,3% contra 38,2%, uno de los mayores márgenes de victoria en cualquier elección en todo el estado de California. 
En las últimas semanas previas a la jornada electoral, la elegibilidad de Brown a ser candidato para Fiscal General fue impugnada, en lo que Brown llamó una "maniobra política por un buscador de oficinas republicano" (Refiriéndose al entonces Presidente del Comité Central Republicano del Condado de Contra Costa, Tom Del Beccaro). Los demandantes afirmaron Brown no cumplía con la elegibilidad de acuerdo al Código Gubernamental de California §12503: "Ninguna persona será elegible para el cargo de Fiscal General, a menos que haya sido admitido para ejercer ante la Corte Suprema del Estado por un período de al menos cinco años inmediatamente anterior a su elección o nombramiento para dicho cargo." Los analistas legales llamaron a la demanda "frívola" porque Brown fue admitido para practicar Derecho en el Estado de California el 14 de junio de 1965, y no había perdido esa potestad desde entonces. Aunque inelegible para ejercer la abogacía debido a su estado de inactividad voluntaria en el Colegio de Abogados de California desde 1 de enero de 1997 hasta el 1 de mayo de 2003, su admisión original fue innegable. Debido a esto, el caso fue finalmente sobreseído. 
Como fiscal general, Brown representó al Estado en la lucha contra las apelaciones de pena de muerte y dijo que iba a seguir la ley, independientemente de sus creencias personales contra dicha pena. La pena de muerte por inyección letal fue puesta en desuso en California por el juez federal Jeremy D. Fogel hasta que nuevas instalaciones y procedimientos fueran puestos en su lugar. Pero Brown reanudó la pena capital en 2010 con la ejecución de Albert Greenwood, tras el levantamiento de una moratoria de nivel estatal por un tribunal de California. Más tarde, la campaña demócrata de Brown para gobernador, que se comprometió a "hacer cumplir las leyes" de California, negó cualquier conexión entre el caso y la elección. El fiscal Rod Pacheco, quien apoyó a la oponente republicana de Brown, Meg Whitman, dijo que sería injusto acusar a Brown de usar la ejecución para obtener beneficios políticos, ya que nunca discutieron el caso. 
En junio de 2008, Brown presentó una demanda por fraude de préstamos hipotecarios, alegando que Countrywide Financial (el actual sector de préstamos para la compra de casas del Bank of America) se dedicaba a prácticas "injustas y engañosas" para hacer que los propietarios de viviendas solicitasen hipotecas de riesgo mucho más allá de sus posibilidades. Brown acusó al prestamista de romper el estado de leyes contra la publicidad engañosa y las prácticas comerciales desleales. La demanda también afirmó que la empresa acusada engañó a muchos clientes y les desinformó sobre el funcionamiento de ciertas hipotecas, tales como las hipotecas de tasa ajustable, préstamos de interés solamente, préstamos de poca documentación y préstamos con garantía hipotecaria, mientras le decía a los prestatarios que serían capaces de refinanciar antes de que la tasa de interés de sus préstamos se ajustara. El caso fue resuelto en octubre de 2008 después de que Bank of America adquiriera Countrywide. El acuerdo supuso la modificación de los viciados 'préstamos depredadores' hasta $ 8,4 mil millones.
En noviembre de 2008, la Proposición 8, fue votada y aprobada por los votantes de California para enmendar la constitución estatal y prohibir el matrimonio entre personas del mismo sexo. Fue confirmada en mayo de 2009 por la Corte Suprema de California. Pero en agosto de 2010, la Corte Federal de Distrito para el Distrito Norte de California dictaminó que la Proposición 8 violaba el debido proceso y las cláusulas de igualdad de protección de la Decimocuarta Enmienda a la Constitución de Estados Unidos. Tanto Brown como el entonces gobernador republicano Arnold Schwarzenegger se negaron a apelar ese dictamen. La corte de apelaciones del estado se negó a ordenar al gobernador o al fiscal general a que defiendan la proposición.

## 39° Gobernador de california (2011 - 2019)
Brown anunció su candidatura para gobernador el 2 de marzo de 2010. Habiendo indicado su interés a principios de 2008, Brown formó un comité exploratorio con el fin de buscar un tercer mandato como gobernador en 2010, tras la expiración del término del Gobernador Arnold Schwarzenegger.
La oponente republicana de Brown en la elección fue la expresidente de eBay, Meg Whitman. Brown recibió el apoyo de los diarios Los Angeles Times, The Sacramento Bee, el San Francisco Chronicle, el Mercury News, y del sindicato Service Employees Internacional Union. En las elecciones a gobernador de California de este año, Brown ganó con el 53,8% de los votos contra el 40,9% de Whitman.
Brown fue juramentado para su tercer mandato como gobernador el 3 de enero de 2011, sucediendo al republicano Arnold Schwarzenegger. Brown trabajó en un presupuesto que cambiaría muchos programas gubernamentales del Estado a nivel local, una reversión de las tendencias de sus primeros dos mandatos como gobernador.
El 28 de junio de 2012, el gobernador Brown firmó un presupuesto que hizo grandes recortes a los servicios sociales, asumiendo que en las elecciones de 2012, los votantes aprobarían un aumento que impuestos de $ 8 mil millones para cerrar el déficit presupuestario de $ 15,7 mil millones que California tenía. "Este presupuesto refleja decisiones difíciles que le ayudarán a llegar California volver a la pista", dijo el gobernador Brown en un comunicado. "Necesitamos recortes presupuestarios. Necesitamos el continuo crecimiento de la economía durante un largo período de tiempo. Estamos sufriendo la crisis hipotecaria que mató a 600.000 puestos de trabajo en el sector de la construcción ... Nos estamos recuperando de una recesión nacional lentamente- más de 300.000 puestos de trabajo [ganados] desde la recesión. Nos falta un millón. Eso tiene que seguir, pero eso no depende sólo de Barack Obama y el Congreso y la Reserva Federal, sino también de [la canciller alemana, Angela] Merkel, China, la Unión Europea, y la calidad de auto-organización de la economía mundial." 
En septiembre de 2012, Brown firmó una legislación patrocinada por el senador estatal de California Ted Lieu que prohíbe a manifestantes acercarse a 300 pies (91,44 metros) a la redonda de un funeral, con penas de multas monetarias y cárcel para quienes la incumplan; la legislación fue en respuesta a las protestas llevadas a cabo por la Iglesia Bautista de Westboro. 
En las elecciones generales de noviembre de 2012, los votantes aprobaron el aumento de impuestos propuesto por Brown, la denominada Proposición 30. Ésta aumentó el impuesto sobre la renta estatal por siete años para los residentes de California con un ingreso anual de más de $ 250.000, y aumentó el impuesto sobre las ventas un 0,25 por ciento por cuatro años. Estos aumentos le permitieron al estado evitar casi $ 6 mil millones en recortes a la educación pública. 
En julio de 2014, Brown viajó a México para reunirse con el presidente Enrique Peña Nieto y otros líderes centroamericanos sobre la crisis de inmigración de niños de ese entonces. 
El 16 de septiembre de 2014, Brown firmó un paquete histórico de legislación de las aguas subterráneas. El plan regula a las agencias locales y también pone en práctica planes de gestión para lograr la sostenibilidad del agua dentro de 20 años.

## Cuarto mandato
Brown anunció su candidatura a la reelección el 27 de febrero de 2014. El 3 de junio, logró el primer lugar en las elecciones primarias por más de 1,5 millones de votos. Recibió 66,35% de los votos y avanzó a las elecciones generales con el republicano Neel Kashkari, quien obtuvo el 19,38% de los votos en dichas primarias.
Solo hubo un debate para la elección a gobernador. Cuando se le pidió agendar otro, Brown se negó. Durante el debate en Sacramento el 4 de septiembre de 2014, Kashkari acusó a Brown de no mejorar el clima de negocios de California. Su principal ejemplo fue la inversión en la fábrica de Tesla Motors, que creó 6.500 empleos en la manufactura, y terminó eligiendo a Nevada en lugar de California. Brown respondió que el pago por adelantado requerido por la inversión habría sido injusto para los contribuyentes de California. Una serie de cuestiones más diversas se debatieron, incluida la legislación reciente que prohibiría el uso de bolsas de plástico en las tiendas de conveniencia, que Brown se comprometió a firmar y Kashkari pensaba que era poco importante. 
Brown dijo que si él fuera elegido para un cuarto y último mandato, continuaría la transferencia de poder a las autoridades locales, sobre todo en temas de educación y de justicia penal, y se resistiría el llamado de sus compañeros demócratas sobre una "fiebre del oro para los nuevos programas y el gasto." 
En las elecciones generales, Brown fue reelegido con 4.388.368 votos (60,0%) contra los 3.645.835 de Kashkari. Sus objetivos declarados para su inédito cuarto mandato fueron el construir un Tren de Alta Velocidad en California, crear túneles para apuntalar el sistema de agua del estado, y frenar las emisiones de dióxido de carbono. Brown aún tenía $ 20 millones en fondos de campaña sin utilizar para avanzar en iniciativas de ley en caso de que la legislatura no lo apoyaran.
En octubre de 2015, Brown firmó un acta que legalizó la eutanasia para los residentes de California que cumplieran un estricto criterio médico. Brown añadió un mensaje personal, en el que recalcó su dilema sobre la consideración de conflictos de ética involucrados, y que se sentía incapaz de negarle el derecho de elegir a otros.
Contrario a su primer mandato de 1975, en 2015, Brown finalmente se mudó a la Mansión del Gobernador.
En 2016, Brown vetó una ley que exceptuaba a los productos de higiene femeninos de pagar impuestos de venta, y vetó otra que proponía lo mismo para los pañales. Brown argumentó que, colectivamente, estas excepciones reducirían $ 300 millones anuales de los ingresos del Estado. Dijo "Las excepciones de impuestos son lo mismo que nuevos gastos. Ambos le cuestan dinero al fondo de los contribuyentes."
En su presupuesto de 2018-2019, Brown propuso invertir $ 120 millones para establecer la primera universidad comunitaria completamente digital de California para el último trimestre de 2019.
En su cuarto mandato, Brown consiguió una serie de victorias legislativas: Convirtió a California en un "Estado santuario", que le impedía a la policía seguir los pedidos del Servicio de Control de Inmigración y Aduanas de encarcelar a inmigrantes ilegales para su posterior deportación. Logró una ley que obligaría al Estado a reducir gradualmente sus emisiones de gases invernaderos hasta 2030. Y logró aprobar el acta de Responsabilidad y Reparación de Carreteras y Caminos, aunque hubo un referéndum para evitarlo, pero no consiguió los votos suficientes.
Durante su mandato, Brown fue criticado por sus lazos con las industrias petrolera y gasífera, notablemente por contribuciones que él y su familia recibieron de Sempra.
Brown terminó otorgando 1.100 perdones judiciales a lo largo de sus dos últimos mandatos, más que cualquier otro gobernador en la historia reciente de California.
Terminando su mandato, le dio su apoyo a su vicegobernador Gavin Newsom para sucederle en el cargo, y terminó ganando la elección de 2018.

## Actualidad
Habiendo concluido su amplia carrera política, Brown aún se involucró constantemente en temas de cambio climático, principalmente trabajando para la colaboración y unión entre entidades no públicas de su país (como la Bloomberg Foundation) y gobiernos del mundo, principalmente de China. También ha trabajado con el exministro climático de China, Xie Zhenhua, para establecer un nuevo de centro de cooperación California-China para el cambio climático, con sede en la Universidad de California de Berkley.
Brown sigue viviendo con su esposa, Anne Gust, en la California rural, en un rancho de montaña. Él permite que investigadores de diversos campos, en especial la Sociedad de Plantas Nativas de California, usen su rancho como punto de encuentro.
En 2023, un escarabajo de género Bembidium fue nombrado B. brownorum en su honor, pues fue descubierto en inmediaciones de su rancho.